# Retrato de Luis de Góngora
El retrato de Luis de Góngora y Argote es un óleo realizado por Diego Velázquez en 1622 durante su primer viaje a Madrid, donde se encontraba el poeta cordobés. Se conserva desde 1931 en el Museo de Bellas Artes de Boston, procedente de la colección del marqués de la Vega-Inclán, adquirido en Londres, Casa de Tomás Harris Limited. 
El retrato representa a Luis de Góngora, poeta culterano y rival de Quevedo, en posición de tres cuartos y recortado sobre un fondo neutro. La iluminación rasante hace resaltar intensamente el rostro traído a primer plano y observado con una profunda penetración psicológica. Velázquez lo pintó por encargo de su maestro y suegro Francisco Pacheco, quien preparaba un Libro de descripción de verdaderos retratos de ilustres y memorables varones, que quedó sin completar y del que se conservan sesenta dibujos realizados por el maestro sevillano, aunque el dibujo de Góngora no se encuentra entre ellos. El propio Pacheco alude a él en El arte de la pintura, anotando que se pintó por encargo suyo y fue muy celebrado. 
Antonio Palomino también afirmaba que el retrato había sido «muy celebrado de todos los cortesanos», aunque advertía que estaba pintado «de aquella manera suya, que degenera de la última». Juan de Courbes lo tomó como modelo para la estampa que figura en el frontispicio de la obra de José Pellicer, Lecciones solemnes a las obras de don Luis de Góngora y Argote, Madrid, 1630. Un retrato de Góngora figuraba entre las posesiones de Velázquez a su muerte (nº 179 de su inventario) y el mismo o una copia se encontraba en 1677 en la colección de Gaspar de Haro y Guzmán, marqués del Carpio, adquirido con otras obras de Velázquez de la misma colección por Nicolás Nepata en 1692. 
Además del óleo de Boston se conservan otras dos versiones, una en el Museo del Prado (número de catálogo P1223), donde está catalogada como copia, reproducción fiel del original, la segunda en el Museo Lázaro Galdiano (0,55 x 0,45 cm.), para López-Rey, obra del taller. Las tres versiones fueron admitidas como autógrafas por José Gudiol (números 32 a 34 de su catálogo), aunque la mayor parte de la crítica estima únicamente como tal la versión de Boston. José Camón Aznar, director del Museo Lázaro Galdiano, al explicar su preferencia por la versión conservada en este último, criticaba en el lienzo de Boston el tratamiento de la cabeza «con planos autónomos, como facetada» y que parece el resultado de la insistencia en los toques de pincel de igual tonalidad; pero es precisamente a esto a lo que parece aludir Palomino al hablar de aquella manera suya, alejada del tratamiento a base de pinceladas sueltas del Velázquez adulto que se puede observar en la versión conservada en el Lázaro Galdiano. La corona de laurel, visible en la versión de Boston a los rayos X, es otra prueba a favor de la primacía de ésta, vinculándose con otros retratos del mencionado libro de Pacheco. El estudio técnico de la versión del Museo del Prado destaca en él técnicas propias del taller de Velázquez en una fecha avanzada, hacia 1628, pero sin que en las pinceladas se advierta la abreviación que ya entonces era característica del pintor.